# 阿瑞斯 (DC漫畫)
阿瑞斯（英語：Ares），有時又稱為馬爾斯（英語：Mars）或沃爾（英語：War），是一名出現於DC漫畫的虛構人物與超級反派。該人物是借鑑於希臘神話中的奧林帕斯十二神裡的戰神。
不斷引發戰爭與紛亂好獲取更強大神力的阿瑞斯是提倡和平的亞馬遜的公主——神力女超人最強大的對手。

## 能力
作為戰爭之神，阿瑞斯可從紛爭與戰亂中汲取其中的無形力量轉化成自己的神力，也就是說只要紛爭與戰亂越多，阿瑞斯的實力就越強，反過來說世界越是和平，其力量也會不斷衰退，在新52時更因此造成他急速地老化和無力。除此之外他也擅長指揮，並且也是使用各種武器的大師。
身為奧林帕斯主神之一，阿瑞斯擁有近乎無窮的壽命，並有著難以想像的強大力量，除了海克力士外幾乎無人能比。
為了獲取更多的神力，阿瑞斯很擅長挑撥離間來引發爭鬥，而轉化而來的神力使他擁有無窮的精力和超級速度，並且也能影響天氣的變化或是操縱。
作為死亡之神，阿瑞斯可以招喚死者的靈魂來詢問情報或驅使他們。

## 其他媒體

### 電影
- 《神力女超人》：由錄影帶首映方式推出的動畫電影，阿瑞斯由艾佛烈·蒙利納配音[1]。
- DC擴展宇宙
  - 《神力女超人》：由大衛·休里斯飾演阿瑞斯[2][3][4]。
  - 《正義聯盟》

### 電子遊戲
- 《超級英雄：武力對決》：阿瑞斯作為玩家可操縱角色登場，由J. G. Hertzler配音[5][6]。

## 外部連結
- Bio at World's Finest （页面存档备份，存于）
- Ares at Titans Tower.com
- Ares at Wonder Woman Yesterday, Today, & Beyond